# 14 Puppis
14 Puppis är en blåvit jätte i Akterskeppets stjärnbild.
Stjärnan har visuell magnitud +6,11 och är svagt synlig för blotta ögat vid god seeing. Den befinner sig på ett avstånd av ungefär 1325 ljusår.